# بزفند
بزفند، دورگه‌های میان دو سرده گوناگون با نام دورگه میان سرده‌ای است که از آمیزش جنسی میان گوسفند و بز به وجود می‌آید. نام این حیوان از ترکیب واژه‌های «بز» و انتهای واژهٔ «گوسفند» (فند) ساخته شده است.
از دیدگاه آرایه‌شناسی، دورگه به فرزند متولد شده از درون‌زایی دو جانور یا گیاه از گونه‌های گوناگون پدید آمده باشد.